# Gaston Diehl
Pour les articles homonymes, voir Diehl.
Gaston Diehl, né le 10 août 1912 et mort le 12 décembre 1999, est un réalisateur, journaliste, professeur d'histoire de l'art et critique d'art français.

## Biographie

### De 1934 à 1939
Diplômé de l'Institut d'art et d'archéologie en 1934, où il a été l'élève d'Henri Focillon, et de l'École du Louvre en 1936, Gaston Diehl créé dès octobre 1935 avec le peintre Henri Cadiou et leurs condisciples un groupe estudiantin appelé Regain, et au mois de novembre une revue hebdomadaire du même nom, afin de débattre une à deux fois par mois de la création contemporaine avec différents artistes dans les sous-sols du Capoulade au Quartier latin puis, en 1939, à Montparnasse. Début 1938, il participe à l'hebdomadaire Marianne et tient pendant une année une chronique d´art appelée « La tribune des Jeunes ». En 1939 il crée la revue Charpentes.

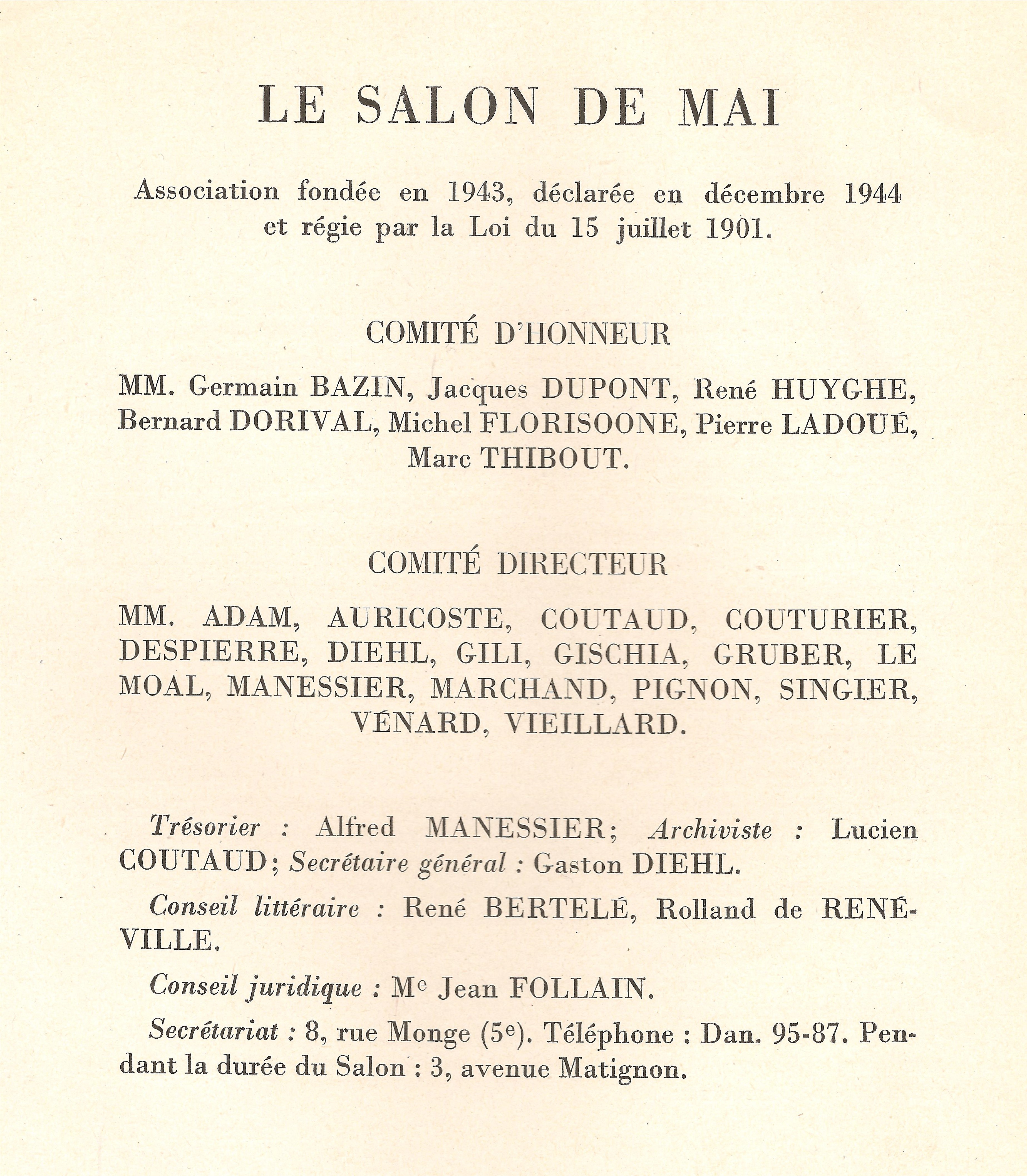
Premier Salon de Mai

### De 1940 à 1950
En octobre 1943, pendant l'Occupation, Gaston Diehl fonde le Salon de Mai à Paris, dans un café de la place du Palais-Royal, en opposition à l'idéologie du nazisme et à sa condamnation de l'art dégénéré, avec les peintres, sculpteurs ou graveurs Henri-Georges Adam, Emmanuel Auricoste, Lucien Coutaud, Robert Couturier, Jacques Despierre (qui suggère de nommer le salon du nom du mois durant lequel les premières réunions se sont tenues), Marcel Gili, Léon Gischia, Francis Gruber, Jean Le Moal, Alfred Manessier, André Marchand, Édouard Pignon, Gustave Singier, Claude Venard et Roger Vieillard, qui composent son comité directeur. Plusieurs d'entre eux (Coutaud, Gischia, Le Moal, Manessier, Marchand, Pignon, Singier) avaient en 1941 participé à l'exposition des Vingt jeunes peintres de tradition française. Le premier Salon de Mai a lieu à la galerie Pierre Maurs (3, avenue Matignon) du 29 mai au 29 juin 1945. Le comité d'honneur réunit Germain Bazin, Jacques Dupont, René Huyghe, Bernard Dorival, Michel Florisoone, Pierre Ladoué et Marc Thiboutet.  Le conseil juridique en est le poète Jean Follain. Le catalogue de ce premier Salon est préfacé par Gaston Diehl, avec des textes de René Bertelé et André Rolland de Renéville, des poèmes de Jacques Prévert, Lucien Becker, André Frénaud, Jean Follain et Guillevic. Gaston Diehl en restera le président jusqu'en 1997.
Gaston Diehl crée en octobre 1944 le Mouvement des Amis de l'Art pour la diffusion de l'art moderne par le moyen de conférences, projections, films, expositions didactiques particulièrement en province. 
Très lié à Rouault, et aux jeunes peintres de tradition française dont il préface les expositions dès 1943 à la Galerie de France, il fréquente également Bonnard, Matisse, Picasso, Villon, mais aussi Braque, Bernard Buffet ou Hans Hartung, et est ainsi, selon notamment le témoignage de Pierre Restany, "très conscient d'avoir à la fois un pied dans la première moitié de son siècle et un autre dans la seconde".
En 1948, il est à l'origine du Festival International du Film d'Art et termine la réalisation des films : Van Gogh (1948) puis Gauguin (1950) avec Alain Resnais et Les Fêtes galantes (Watteau) (1950) avec Jean Aurel.

### De 1950 à 1998
En septembre 1950, il est nommé professeur détaché par le Ministère des Affaires étrangères au Venezuela à l'Université Centrale du Venezuela et à l'École des Beaux Arts où il enseigne l'histoire de l'art. Attaché culturel auprès de l'ambassade, il dirige aussi l'institut Franco-Vénézuélien, est à l'initiative de la création du premier Festival du Film au Venezuela en collaboration avec le poète et critique de cinéma Amy Bakaloff Courvoisier, rédige des articles dans les presses européennes et latino-américaines. Il fait ainsi connaitre en Europe des artistes comme Carlos Cruz-Díez, Oswaldo Vigas, Félix Royett ou Jesús-Rafael Soto mais aussi fait le lien avec l'ensemble de la communauté artistique latino américaine, écrivains comme Alejo Carpentier ou artistes comme Botero.
De 1960 à 1966, il joue un rôle semblable au Maroc en suivant les traces de Delacroix et de Matisse.
Rappelé par André Malraux en France en février 1966, il dirige le Bureau des Expositions de l'Action Artistique au Ministère des Affaires étrangères, et assume jusqu'à sa retraite en 1977 la tâche de la mise en route avec l'aide de conservateurs, critiques et amis des expositions françaises à l'étranger comme des expositions étrangères en France au Grand et au Petit Palais ainsi qu'au Louvre (notamment Le Trésor de Toutankamon en 1960. Gaston Diehl a continué jusqu'à sa mort à soutenir l'art sous toutes ses formes et dans le monde. Élu président du musée de l'Amérique latine en 1983, il présente de 1986 à 1998 les artistes latino-américains à la Maison de l'Amérique latine à Monte-Carlo.
Gaston Diehl a collaboré activement à la revue d'art AAKN rebaptisée Idéart dès sa création en 1988 et cela, jusqu'à son décès.